# 高瀬物産
髙瀬物産株式会社（たかせぶっさん、英: TAKASE BUSSAN CO., LTD）は、東京都中央区日本橋兜町に本社を置く商社・物流・卸売会社。創業は1961年（昭和36年）。創業者は、髙瀬物産現・代表取締役会長の髙瀬孝三、現・代表取締役は髙瀬知康。食料品を中心に、ノンフードまで幅広く取り扱う。プライベートブランドも主に2ラインで開発。資本金20億円。売上高900億円超。

## 概要
1961年（昭和36年）、髙瀬孝三により創業。外食支援企業として、商社・物流・卸売機能だけでなく、プライベートブランド（食品・非食品含む）も幅広く取り扱う。全国57の拠点（35支店、22営業所）をベースに自社物流・配送システムをもち、外食事業者のニーズに合わせたきめ細かな対応を可能としている。社員数は全国で約1350名。その他にも、同業他社との資本提携等も積極的に行い、グループとしての基盤を固めている。社長は2012年4月に髙瀬孝三から、長男の髙瀬知康へと世代交代を行っている。創業者の髙瀬孝三は現在、代表取締役会長を務める。

## 社名の由来
- 創業者の氏名「髙瀬（たかせ）孝三」より。ローマ字表記「Takase」。正しい表記は、髙瀬物産。

## 取扱い商品群
プロ向け業務用食材を取り扱い、常温・冷蔵・冷凍の3温度帯の加工品が中心。
さらに生鮮3品と呼ばれる「農産品・水産品・畜産品」もフルカバー。
加工品
- 常温…油類、パスタ・そば等の乾麺、缶詰、調味料、粉類　等
- 冷蔵…バター、チーズ等の乳製品、サラダ等の加工調理品、卵　等
- 冷凍…冷凍揚げ物、冷凍野菜・肉・魚、アイス・冷凍ジュース　等

生鮮品
- 水産…生鮮食材としての魚介類、手軽な加工食材。
- 畜産…松阪牛、神戸牛などの高級食材から、低コストの海外食材、鴨肉、ラム肉などの特殊食材、手軽なカット商品等広く網羅する。
- 農産…外食ルートで流通の少なかったカット野菜や加工食品の外食事業者への拡販や、契約農家ルートによるハーブの企画開発など、独自の企画商品を展開。

- 酒類/ワイン…創業者のワインへのこだわりから、国内の取り扱いが高瀬物産のみという希少ワインも。ディズニーシーで提供される甘口スパークリングワイン「モスカート・ペタロ」は髙瀬物産の独占販売品。

　　その他、ビール・日本酒・焼酎・中国酒・料理酒等全般を取り扱う。

## プライベート・ブランド商品
- 「髙瀬オリジナルブランド」シリーズとして、グレードに応じた2ラインがある。
- ベストシェフ…赤を基調としたロゴマークで象徴されるフード系と、青を基調としたノンフード系がある。

フード系は、コストパフォーマンスの高い商品を中心に幅広いジャンルをカバーするオリジナルブランド。
ノンフード系は、調理器具（鍋・フライパン等）をはじめ、食器類（高級ワイングラス含む）、洗剤やクッキングシートなどの備品など、飲食店で必要とされる調理資材をフルラインで提供。
- シェフィール…こちらはフード系ブランドのみ。青を基調としたロゴマークで象徴され、ベストシェフよりもワンランク上の、高級プロ志向のブランドとなる。同じく髙瀬物産オリジナルブランドとなる。

## 物流拠点

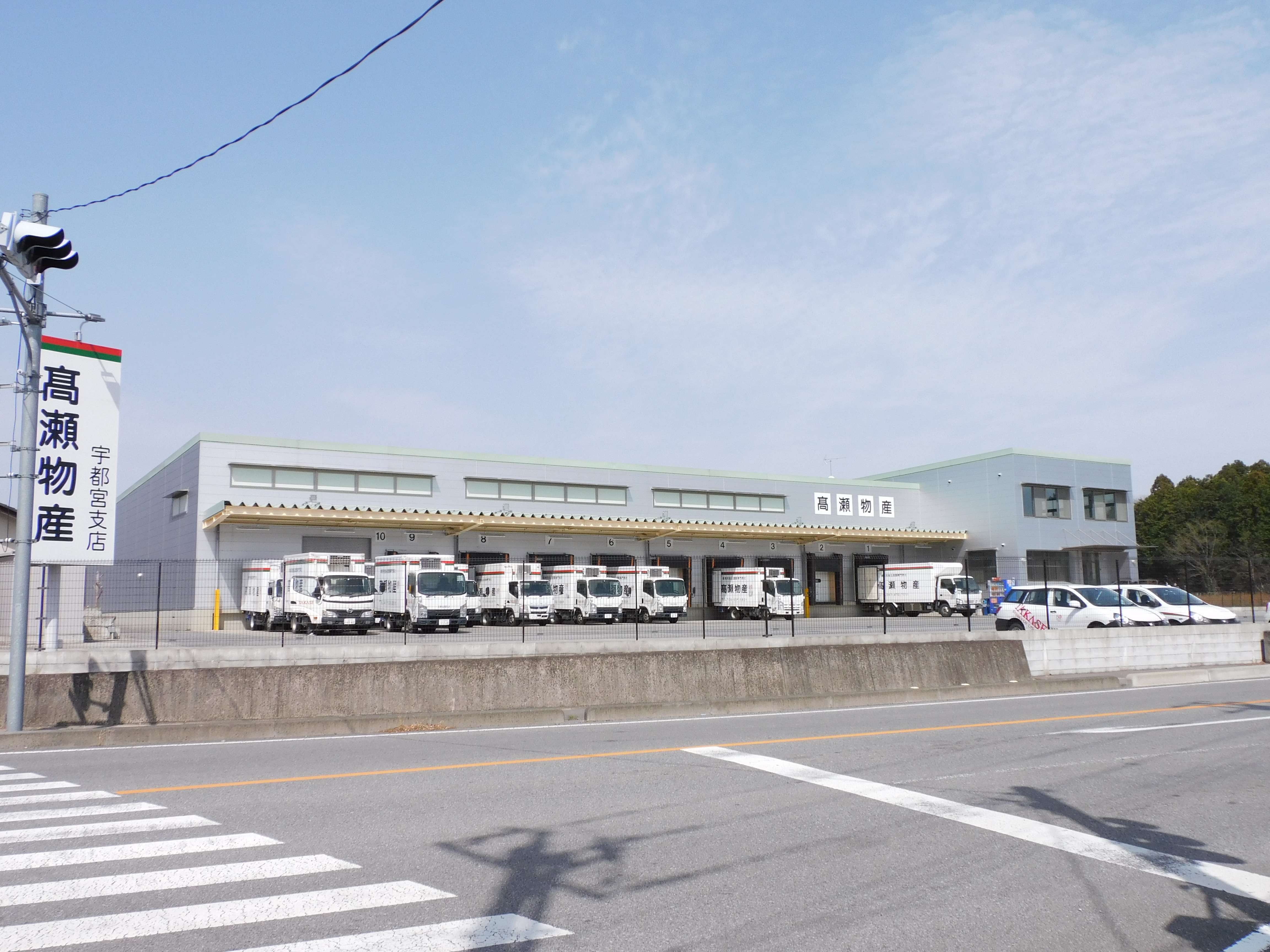
宇都宮支店

北海道地区、東北地区、北関東・信越地区、首都圏地区、中部地区、西日本地区と6ブロックに分かれ、全国で35支店、22営業所を持つ。
九州地区は、西日本地区に分類される。
- 首都圏地区…13支店

東京（4支店）、神奈川（3支店）、千葉（4支店）、埼玉（2支店）
- 北海道地区…1支店、5営業所
- 東北地区…7支店、6営業所

青森（2支店、1営業所）、秋田（1支店）、宮城（1支店）、岩手(2営業所）山形（1支店、1営業所）福島（2支店、2営業所)
- 北関東・信越地区…6支店、6営業所

栃木（1支店）、群馬(2支店)、新潟(1支店、1営業所）、茨城(1営業所）、長野(1支店、2営業所)、山梨(1営業所)、静岡（1支店、1営業所）
- 中部地区…4支店、3営業所

愛知（2支店、1営業所)、静岡(1営業所)、三重(1支店）、石川（1支店）、富山(1営業所）
- 西日本地区…5支店、2営業所

大阪(2支店)、京都(1支店)、兵庫(1支店)、岡山(1営業所)、福岡(1支店)、長崎(1営業所)

## 沿革
- 1961年7月 - 東京都台東区二長町33番地にて髙瀬物産株式会社が創立
- 1991年3月 - 資本金を12億円に増資
- 1993年11月 - 東京都中央区新川2丁目9番1号に本社移転
- 1993年11月 - 資本金20億円に増資
- 2007年10月 - ジーマ・髙瀬物産株式会社設立
- 2008年2月 - イソザキ髙瀬物産株式会社設立
- 2012年4月 - 髙瀬知康が社長に就任
- 2013年10月 - 株式会社サワムラを取得

## 髙瀬物産と東京凮月堂
現在の東京凮月堂は、一度倒産した米津凮月堂を支援する形で髙瀬物産の髙瀬孝三（当時代表取締役）が設立したものである。
凮月堂総本店の番頭であった米津松造は、1872年（明治5年）にのれん分けを許された。その後、米津松造は銀座並木通りに西洋料理を出す店として「米津分店南鍋町凮月堂」を出店し、次男の恒次郎を店主としたが、養子として迎えた異母弟の米津修二の代に経営権を失った。戦後、米津修二が銀座みゆき通りに米津凮月堂として新たな凮月堂を出店するが、1964年に倒産。これを受け、当時の髙瀬物産社長である髙瀬孝三が支援する形で、1965年に東京凮月堂が設立された。2000年に「米津凮月堂」（旧社）が「東京凮月堂」（新社）を合併し、現在の「東京凮月堂」になる。東京凮月堂は本社社屋を髙瀬物産本社と共にしており、髙瀬物産自社ビル真横のビルにも「東京凮月堂」の看板を掲げている。

## 関連会社一覧
- ジーマ・髙瀬物産株式会社